# Antimo Esono
Antimo Esono Ndongo Maye (1954 - 1996) fou un filòleg, escriptor i polític de la Guinea Equatorial.
Va néixer a Ebebiyín, a la part continental del país. La seva llengua materna era el fang i després va aprendre el castellà. Va cursar estudis universitaris de filologia als centres de la UNED de Guinea. Va participar activament en política, al partit Aliança Democràtica Progressista de Guinea Equatorial. Va ser un dels signants del Pacte Nacional entre autoritats i cercles opositors, signat l'any 1993.
Reconegut per la seva elegant prosa, va publicar, entre d'altres, els contes Afen, la cabrita reina (1989), La última lección del venerable Emaga Ela (1991) i No encontré rosas para mi madre. Els crítics solen classificar-lo com un dels creadors de la segona generació de la literatura guineana.
Les seves obres han aparegut a la revista Africa 2000.